# Lantershofen
Lantershofen ist ein Ortsbezirk der Gemeinde Grafschaft im rheinland-pfälzischen Landkreis Ahrweiler.
Die Ortschaft liegt oberhalb des Ahrtals, nördlich von Bad Neuenahr-Ahrweiler.
Mit 1434 Einwohnern ist Lantershofen der größte Einzelort der Gemeinde Grafschaft. Zu ihm gehört noch der Wohnplatz Tonwerk. Die erste urkundliche Erwähnung Lantershofens stammt aus dem Jahr 1019 in Form einer Schenkungsurkunde Kaiser Heinrichs II. an den Bischof von Bamberg.

## Geographie

### Geographische Lage
Lantershofen, im nördlichen Rheinland-Pfalz zwischen Bonn (25 km) und Koblenz (50 km) gelegen, befindet sich am nördlichen Auslauf der Vulkaneifel. Die Ortschaft befindet sich auf einem Hügel nördlich des Ahrtals. Sie liegt auf einer Höhe von 150 bis 180 m ü. NHN.
Die Gemarkungsgrenze verläuft im Südosten nahe der A 573, folgt dann in nördlicher Richtung dem Karweiler Bach und der Bebauungsgrenze der Ortschaft Karweiler, um in westliche Richtung über das Fahr-, Trainings- und Testgelände zu schwenken. Anschließend verläuft die Grenze in südwestlicher Richtung durch den Bölinger Wald und umschließt das Rottstück. An dessen südlichem Rand entlang und über den Ahrweiler Berg reicht die Gemarkung dann wiederum bis in die Nähe der A 573. Die Gemarkung umfasst eine Fläche von 251,2 Hektar.
Durch die Gemarkung Lantershofen verlaufen mehrere Bäche. Auf dem Rottstück westlich der Ortsgrenze entspringen der Lantershofener Bach und der in diesen mündende Töschenbach. Nahe dem Lantershofener Schützenplatz mündet der Lantershofener Bach in den Fuchsbach. Dieser durchfließt den Ort in östlicher Richtung. Auf der Höhe des Lantershofener Schrottplatzes mündet von Norden kommend der Karweiler Bach in den Fuchsbach. Anschließend verlässt der Fuchsbach die Gemarkung in südöstlicher Richtung. Sein Lauf ist heute teilweise unterirdisch kanalisiert. Früher mündete zudem parallel zur heutigen Karweilerstraße von Süden kommend der mittlerweile versiegte Ronnebach in den Fuchsbach.

### Klima
Die jährliche durchschnittliche Niederschlagsmenge in Lantershofen beträgt 620 mm und liegt somit weit unter dem Durchschnitt des Mittelrheingebietes. Die durchschnittliche Lufttemperatur liegt mit 8,5 °C bis 9,0 °C leicht oberhalb des deutschen Mittels.

## Geschichte

### Antike und Mittelalter
Erste Siedlungsspuren stammen in Lantershofen aus römischer Zeit. In der Umgebung des Dorfes wurden Reste römischer Backöfen und einer Wasserleitung entdeckt. 1898 legte man zudem ein reich ausgestattetes Grab eines römischen Offiziers frei.
Etymologisch lässt die erste überlieferte Bezeichnung des Dorfes als „Lantherishoffe“ darauf schließen, dass es sich bei dem Ort um eine Gründung aus fränkischer Zeit handelt. Übersetzen lässt sich der Name als „Hof des Lanther“, wobei Lanther ein altdeutscher Familienname ist, der „Landkrieger“ bedeutet.
Die erste urkundliche Erwähnung Lantershofens stammt vom 1. Juli 1019: Mit einer in Köln ausgestellten Urkunde schenkte Kaiser Heinrich II. seine Besitzung „Lantherishoffe“, die er durch Erbrecht von einem rechtlos gestorbenen Giselinus erhalten hatte, mit sämtlichen Äckern, Wiesen, Waldungen, Weiden, Weingärten, Wassern, Wasserläufen und Hörigen dem Kloster Michelsberg. Das Benediktinerkloster Michelsberg war 1015 von Eberhard, dem Erzkanzler des Heiligen Römischen Reiches für Italien und ersten Bischof des 1007 gegründeten Bistums Bamberg, als bischöfliches Eigenkloster gegründet worden. Somit unterstanden die Besitzungen des Klosters direkt dem Bischof von Bamberg. Kaiser Heinrich II. bedachte das Bistum, welches er 1007 selbst gegründet hatte, mit zahlreichen solcher Schenkungen.

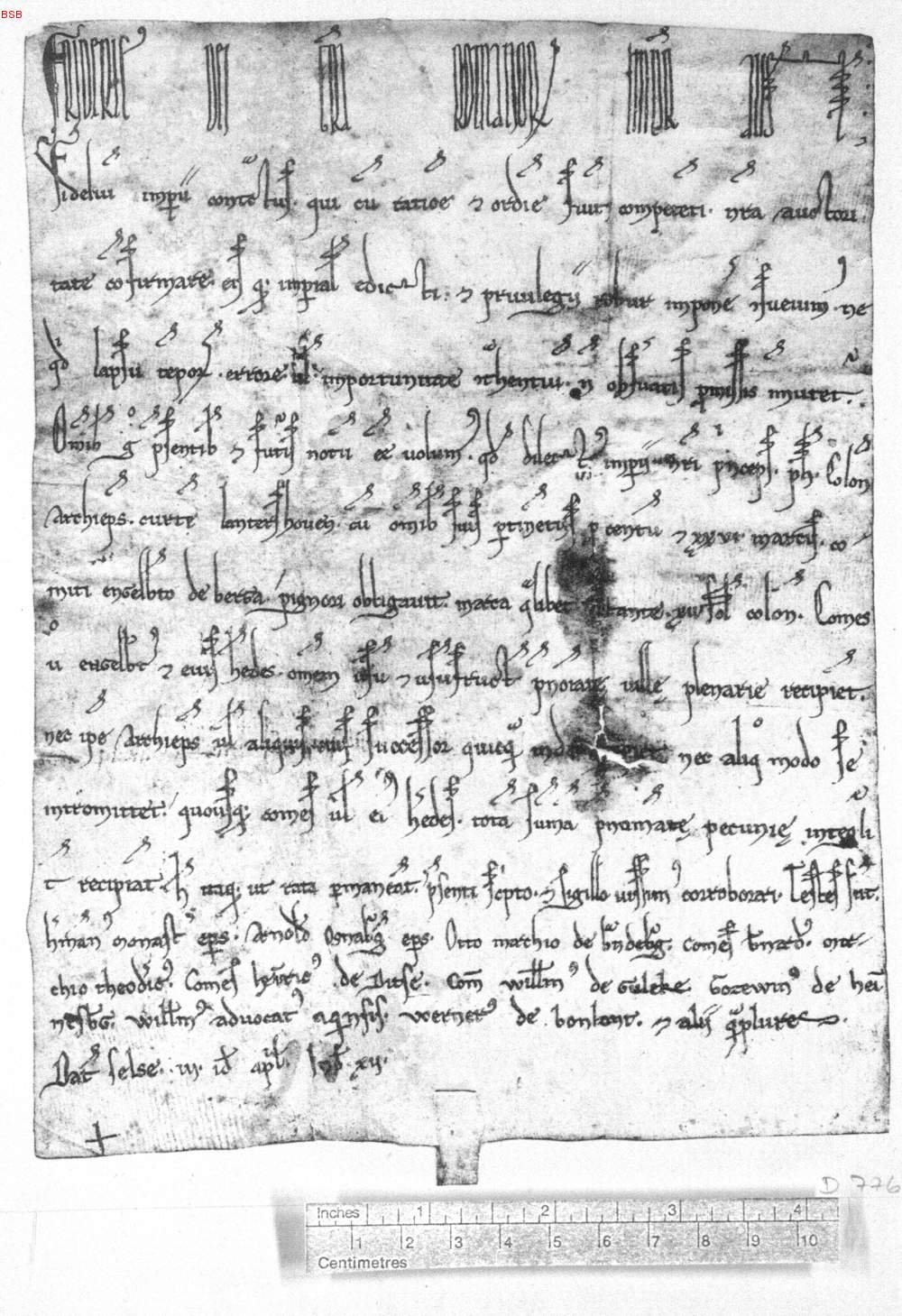
Verpfändungsurkunde von 1179

Aus einem Güterverzeichnis des Klosters Michelsberg geht hervor, dass seine Besitzung in Lantershofen zu Beginn des 12. Jahrhunderts infolge eines Gebietstausches an einen neuen Herren gelangte. Ob diese Besitzung ganz Lantershofen umschloss, ist unklar. In der Folgezeit scheint Lantershofen jedenfalls kein einheitliches Besitztum eines Feudalherren gewesen zu sein, sondern hatte wohl mehrere Herren gleichzeitig. 1106 zeigt eine Urkunde die Grafen von Saffenberg als Inhaber eines freien Hofgutes in Lantershofen, welches Adelbert von Saffenberg der von ihm gestifteten Abtei Rolduc bei Herzogenrath überwies. Am 7. September 1155 bestätigte Kaiser Friedrich I. Barbarossa dem Hochstift Lüttich Besitz in Lantershofen. Am 11. April 1179 beurkundete der Kaiser, dass der Erzbischof von Köln, Philipp I. von Heinsberg, ein Hofgut in Lantershofen an den Grafen Engelbert I. von Berg und dessen Erben verpfändete. Das Hofgut scheint eine nicht unerhebliche Bedeutung besessen zu haben, da die Pfandsumme mit 126 Mark vergleichsweise hoch war. Im April 1180 fiel, erneut bestätigt durch eine kaiserliche Urkunde, in Folge eines Gebietstausches der Besitz des Hochstifts Lüttich in Lantershofen wiederum an den Erzbischof von Köln. Der Prämonstratenserabtei Steinfeld bestätigte dann der Erzbischof von Köln 1187 auf einer Synode ein Besitztum in Lantershofen. Auch das Kloster Mariental sowie die Herren von Nürburg und Are besaßen Hofgüter im Ort.
Möglicherweise bereits im 13. Jahrhundert, der genaue Zeitpunkt ist umstritten, wurde Lantershofen dann eine Ganerbschaft. Diese wurde, nachdem der Ort zuvor zeitweise ein kurkölnisches Lehen gewesen war, zu einer reichsunmittelbaren Herrschaft.
1290 starb die Linie der Herren von Nürburg und Are aus und ihr Hofgut in Lantershofen fiel den Grafen von Neuenahr, ebenfalls eine Linie des weit verzweigten Hauses Are-Hochstaden-Nürburg zu. Als 1358 mit Wilhelm III. von Neuenahr die Linie der Grafen von Neuenahr im Mannesstamm ausstarb, kam es zu Erbstreitigkeiten zwischen dem Mann seiner Tochter, Johann III. von Saffenberg und mehreren Mitgliedern aus Seitenlinien der Grafen von Neuenahr. Der Erbfolgestreit und gegenseitige Befehdungen zogen sich über Jahre hin, Schlichtungsversuche blieben erfolglos. Der Konflikt eskalierte als sich letztere auf Burg Neuenahr festsetzten und sich vor allem zu Lasten der Stadt Ahrweiler als Raubritter betätigten. Dies rief Kurköln, den Lehnsherrn von Ahrweiler auf den Plan. Die Erzbischöfe von Köln zögerten jedoch zunächst in den Konflikt direkt einzugreifen, da die Grafschaft Neuenahr ein Lehen ihres mächtigsten Konkurrenten in der Region, dem Herzogtum Jülich, war. Dieses gegenseitige in Schach halten zwischen Kurköln und dem Herzogtum Jülich spiegelte sich auch in Lantershofen wider, wo sowohl kurkölnische als auch jüliche Gefolgsleute Besitz hatten. Erst als das Herzogtum Jülich durch den Ersten Geldrischen Erbfolgekrieg militärisch gebunden war, entschloss sich der Kölner Erzbischof Friedrich III. von Saarwerden zum Handeln und ließ seine Truppen, unterstützt durch ein Kontingent der Stadt Ahrweiler, 1372 Burg Neuenahr einnehmen und schleifen. Ebenfalls ließ er in Lantershofen eine mit den Raubrittern von Burg Neuenahr in Verbindung stehende Burganlage zerstören. Diese erste Burganlage in Lantershofen, der möglicherweise römische Mauerreste als Basis dienten, war wohl bereits im 11. Jahrhundert „auf der Schauer“ errichtet worden, einem Flurstück dessen Lage heute nicht mehr eindeutig zu identifizieren ist.
Bereits 1376 wurde in unmittelbarer Nähe zur heutigen Burg Lantershofen eine neue Burganlage errichtet. Es ist unklar, ob sie aus einem bereits 1321 erwähnten Hofgut eines Matthias von Densborn entstand oder von Beginn an als Stammsitz der Grafen von Blankart errichtet wurde. Spätestens 1480 sind die Grafen von Blankart jedoch eindeutig als Besitzer der Burg nachzuweisen.
Ein weiteres Hofgut zu „Zwenbrücken“ in Lantershofen ist 1416 nachzuweisen. Am 24. Mai des Jahres verkaufte eine gewisse Metza von Lantershofen, die in verwandtschaftlicher Beziehung zu den Herren von Einenberg, Mitresidenten der Reichsburg Landskron, und den Herren von Metternich stand, das Hofgut inklusive 20 Morgen Land und 2 Morgen Weinberg an einen Eberhard von Derne und seine Frau. Aus der Verkaufsurkunde und weiteren erhaltenen Schriftstücken geht hervor, dass auf diesem Gut Hofgedinge abgehalten wurden, es also einen eigenen Gerichtsstand besaß. Die ehemalige Lage des Zweibrückhofes ist wohl an der Mündung des Karweiler Baches in den Fuchsbach zu verorten.

### Frühe Neuzeit
Aus dem Jahr 1548 stammt das älteste, noch erhaltene, von einer ganzen Reihe von überlieferten Weistümern über in Lantershofen abgehaltene Hofgedinge.
Im Jahr 1603 wird der Zweibrückenhof letztmals urkundlich erwähnt. Es ist wahrscheinlich, dass er im Zuge der zahlreichen kriegerischen Auseinandersetzungen des 17. Jahrhunderts zerstört wurde. Im Jahr 1632 erreichte der Dreißigjährige Krieg Lantershofen. Schwedische Truppen nahmen das Dorf ein und zerstörten die 1376 errichtete Burganlage teilweise. 1642 plünderten französische Truppen Lantershofen und brannten Teile des Ortes nieder. Im Zuge des Holländischen Krieges wurde Lantershofen 1673 von niederländischen Truppen erneut gebrandschatzt, die wieder aufgebaute Burganlage wurde nun vollständig zerstört. Die dritte Brandschatzung des Ortes innerhalb weniger Jahrzehnte erfolgte im Winter 1689/1690 durch französische Truppen im Pfälzischen Erbfolgekrieg. Schon nach dem Dreißigjährigen Krieg und einer auf den Krieg folgenden Pestepidemie in der Region betrug die Dorfbevölkerung im Jahr 1666 nur noch 160 Einwohner. Ein erneutes Pestjahr 1668 und die Brandschatzung im Holländischen Krieg dezimierten die Dorfbevölkerung weiter, sodass die Einwohnerzahl im Jahr 1676 auf 135 gesunken war.
Weiterhin ist aus dem 17. Jahrhundert überliefert, dass ab 1640 der gesamte Landbesitz von Burg Lantershofen an die Dorfbevölkerung verpachtet war und 1659 mit Zustimmung von Kaiser Leopold I. ein Anteil an der Ganerbschaft Lantershofen aus dem Besitz der Herren zu Gudenau an den Herzog von Jülich überging.
Ein Weistum aus dem Jahr 1700 belegt für die Ganerbschaft Lantershofen sieben Herren, die einen Herrschaftsanteil an der Ganerbschaft besaßen. Explizit genannt werden in diesem Weistum der Graf von Blankart und der Herr von Orsbeck. Weistümer aus den Jahren 1706 und 1708 belegen zudem einen Anteil der Freiherren von Clodt, von Dallwig und von Brempt als Teilhaber der Reichsritterschaft Landskron. Ein Weistum von 1722 benennt außerdem den Graf von Manderscheid als Anteilseigner.
Das Adelsgeschlecht der Blankarts, erlosch 1712 im Mannesstamm, mit dem Tod des kinderlosen Johann Otto Friedrich Blankart von Ahrweiler, in der Schlacht bei Denain. Erbinnen waren seine Schwestern Maria Anna, verheiratet mit Freiherr Johann Heinrich Vlatten zu Drove, und Marie Sophie, verehelicht mit Freiherr Ferdinand Ernst von Dalwigk zu Lichtenfels. Maria Ottilia, eine dritte, bereits verstorbene Schwester, hatte Freiherr Johann Franz Capellini von Wickenburg genannt Stechinelli (1677–1752) geheiratet, der mit seinen Kindern ebenfalls zu den Erben zählte. Da die lebenden Erbschwestern 1714 eine einseitige Teilung der Familiengüter vornahmen, klagte Johann Franz Capellini von Wickenburg, zur Wahrung der Rechte seiner Kinder dagegen. Die Teilungsstreitigkeiten zogen sich bis 1790 hin und ein Urteil bestätigte schließlich die gleichen Rechte für die Nachkommen aller drei Schwestern. Der in den alten Quellen öfter als Eigentümer zu Lantershofen genannte „Freiherr von Stickeneil“ dürfte der Blankart-Schwiegersohn Johann Franz Capellini von Wickenburg genannt Stechinelli gewesen sein. Als weitere Eigentümer werden in dieser Periode auch die Herren Vlatten zu Drove bzw. Rohe zu Drove und die von Dalwigk genannt, also Nachkommen der beiden anderen Blankart-Erbtöchter. Durch die Erbauseinandersetzungen blieben die Besitzverhältnisse strittig.
Das letzte überlieferte Weistum von einem Hofgedinge in Lantershofen stammt aus dem Jahr 1738. Die scheinbar festgeschriebene Zahl von sieben Besitzanteilen an der Ganerbschaft Lantershofen befand sich nunmehr in der Hand von nur noch vier Besitzern. Zwei Anteile hielten die Herren der Reichsritterschaft Landskron, ebenfalls über zwei Anteile, die sich zuvor im Besitz der Grafen von Blankart befunden hatten, verfügten die Herren von Rohe zu Drove. Zwei weitere Anteile lagen bei den Herren von Dalwigk, der letzte Anteil bei den Herren von Bourscheid, die ihn vom Herrn von Orsbeck übernommen hatten.
1794 besetzen während des Ersten Koalitionskrieges Truppen des revolutionären Frankreichs die linksrheinischen Gebiete des Heiligen Römischen Reiches Deutscher Nation. 1798 wurden die eroberten Gebiete von Frankreich annektiert. Die Franzosen hoben die bisherigen feudalherrschaftlichen Strukturen, so auch die Ganerbschaft Lantershofen, auf und gliederten die Region in die französische Verwaltung ein. Lantershofen gehörte von nun an zur Mairie Ringen im Canton de Remagen, welcher Teil des Arrondissement de Bonn im Département de Rhin-et-Moselle war.
1820 erscheinen nochmals die österreichischen Grafen von Wickenburg als Besitzer der Burg Lantershofen, Nachkommen des vorerwähnten Johann Franz Capellini von Wickenburg genannt Stechinelli.

### 20. Jahrhundert
Am 16. März 1974 wurde Lantershofen gegen den eigenen Willen in die neue verbandsfreie Gemeinde „Grafschaft“ eingegliedert. In einem Anhörverfahren stimmte der damalige Gemeinderat einstimmig dagegen und sprach sich für eine Eingliederung in die Stadt Bad Neuenahr-Ahrweiler, alternativ für einen Fortbestand der Verbandsgemeinde aus.

## Demographie

### Einwohnerentwicklung
Das preußische Gemeindelexikon für die Provinz Rheinland vermerkte für Lantershofen im Jahr 1885 eine Einwohnerzahl von 353 Menschen. Davon waren 186 Männer und 167 Frauen. Konfessionell war die gesamte Dorfbevölkerung katholisch. Die Einwohnerzahl des Ortes stieg seit dieser Zeit nahezu kontinuierlich an. 1910 hatte das Dorf 387 Einwohner, 1931 waren es 448 Einwohner, die alle katholischen Glaubens waren. Bis 1953 war die Einwohnerzahl auf 680 angewachsen. Seitdem hat sich in Folge der Erschließung größerer Neubaugebiete die Einwohnerzahl mehr als verdoppelt.

### Bevölkerungsstruktur
Von den 1434 Einwohnern Lantershofens im Jahr 2014 unterhalten 1373 (95,75 %) ihren Hauptwohnsitz im Ort. 61 Einwohner (4,25 %) sind mit einem Nebenwohnsitz im Ort gemeldet. Es sind 719 Ortseinwohner (50,14 %) verheiratet, ein Einwohner (0,07 %) lebt in einer eingetragenen Lebenspartnerschaft. Des Weiteren sind 99 Einwohner (6,90 %) geschieden und 71 (4,95 %) verwitwet. Die restlichen 544 Einwohner (37,94 %) sind ledig. Der Anteil deutscher Staatsbürger an der Bevölkerung liegt mit 1392 Personen bei 97,07 %. Davon besitzen 48 (3,45 %) noch eine weitere Staatsbürgerschaft. Mit 42 Einwohnern ausländischer Staatsbürgerschaft hat der Ort einen Ausländeranteil von 2,93 %.

## Politik

### Ortsbezirk
Lantershofen ist einer von elf Ortsbezirken der Gemeinde Grafschaft. Er wird durch einen Ortsbeirat und einen Ortsvorsteher vertreten.

### Ortsbeirat
Der Ortsbeirat besteht aus sieben Mitgliedern, die bei der Kommunalwahl am 9. Juni 2024 in einer personalisierten Verhältniswahl gewählt wurden, und dem ehrenamtlichen Ortsvorsteher als Vorsitzendem.
Die Sitzverteilung im Ortsbeirat:
| Wahl | SPD | CDU | Gesamt  |
| ---- | --- | --- | ------- |
| 2024 | 1   | 6   | 7 Sitze |
| 2019 | 2   | 5   | 7 Sitze |
| 2014 | 2   | 5   | 7 Sitze |
| 2009 | 2   | 5   | 7 Sitze |

In der Wahlperiode 2024 bis 2029 gehören dem Ortsbeirat – neben dem Ortsvorsteher Marco Böhm – die Ratsmitglieder Robin Grießel, Dominik Knieps, Christian Kreidt, Hubert Münch, Roland Schaaf, Peter-Johannes Schütz und Ghazel Wahisi an.

### Ortsvorsteher
Marco Böhm (CDU) wurde am 2. Juli 2024 Ortsvorsteher von Lantershofen. Bei der Direktwahl am 9. Juni 2024 war er als einziger Bewerber mit einem Stimmenanteil von 85,5 % für fünf Jahre gewählt worden.
Böhms Vorgänger Leo Mattuscheck (CDU, vormals parteilos, vormals FDP) hatte das Amt am 13. Juni 2004 übernommen und trat nach 20 Jahren bei der Wahl 2024 nicht erneut an. Seine Amtsvorgänger waren Hubert Münch, Heinz Doll und Hans-Walter Bender. Zuvor besaß Lantershofen als eigenständige Gemeinde einen Bürgermeister. Zuletzt übten dieses Amt Eduard Schütz, Theo Murzel und Franz Mombauer aus.

## Kirche
Lantershofen gehört seit jeher der Pfarrei in Karweiler an, einem der ältesten Pfarrorte der Region, zu dem bis in das 12. Jahrhundert hinein auch Ahrweiler und Bachem gehörten.
Das erste urkundlich belegbare Gotteshaus in Lantershofen wurde 1253 durch Bischof Konrad von Ratzeburg, mit Zustimmung des Erzbischofs Konrad von Hochstaden, dem heiligen Kreuz, der Mutter Gottes und anderen Heiligen geweiht. Im Jahr 1458 wurde die älteste der heute noch erhaltenen Glocken der Lantershofener Kirche gegossen und der heiligen Ursula geweiht. Sie trägt die Inschrift: „Ursula heischen ich, in goedes eren loden ich. MCCCCLVIII“. Die Ursulaglocke ist heute eine der ältesten noch erhaltenen Kirchenglocken der Region und befindet sich immer noch in Gebrauch. Eine weitere Glocke aus dem Jahr 1724 ist dem heiligen Nikolaus und der heiligen Ursula geweiht und wird ebenfalls nach wie vor geläutet. Als Einlösung des Versprechens eines jung verstorbenen Lantershofeners stiftete dessen Familie im Jahr 1752 eine Turmuhr für die Lantershofener Kapelle. Diese wurde auch in den Nachfolgebau der damaligen Kapelle übernommen und befand sich bis 1966 im Einsatz. Sie ist auch heute noch erhalten. Schon 1837 befand sich die Lantershofener Kapelle in einem stark reparaturbedürftigen Zustand, der Abbruch der Kapelle erfolgte jedoch erst mehrere Jahrzehnte später. Ob es sich bei dieser Kapelle noch um den Bau von 1253 oder einen Nachfolgebau handelte, ist unklar.

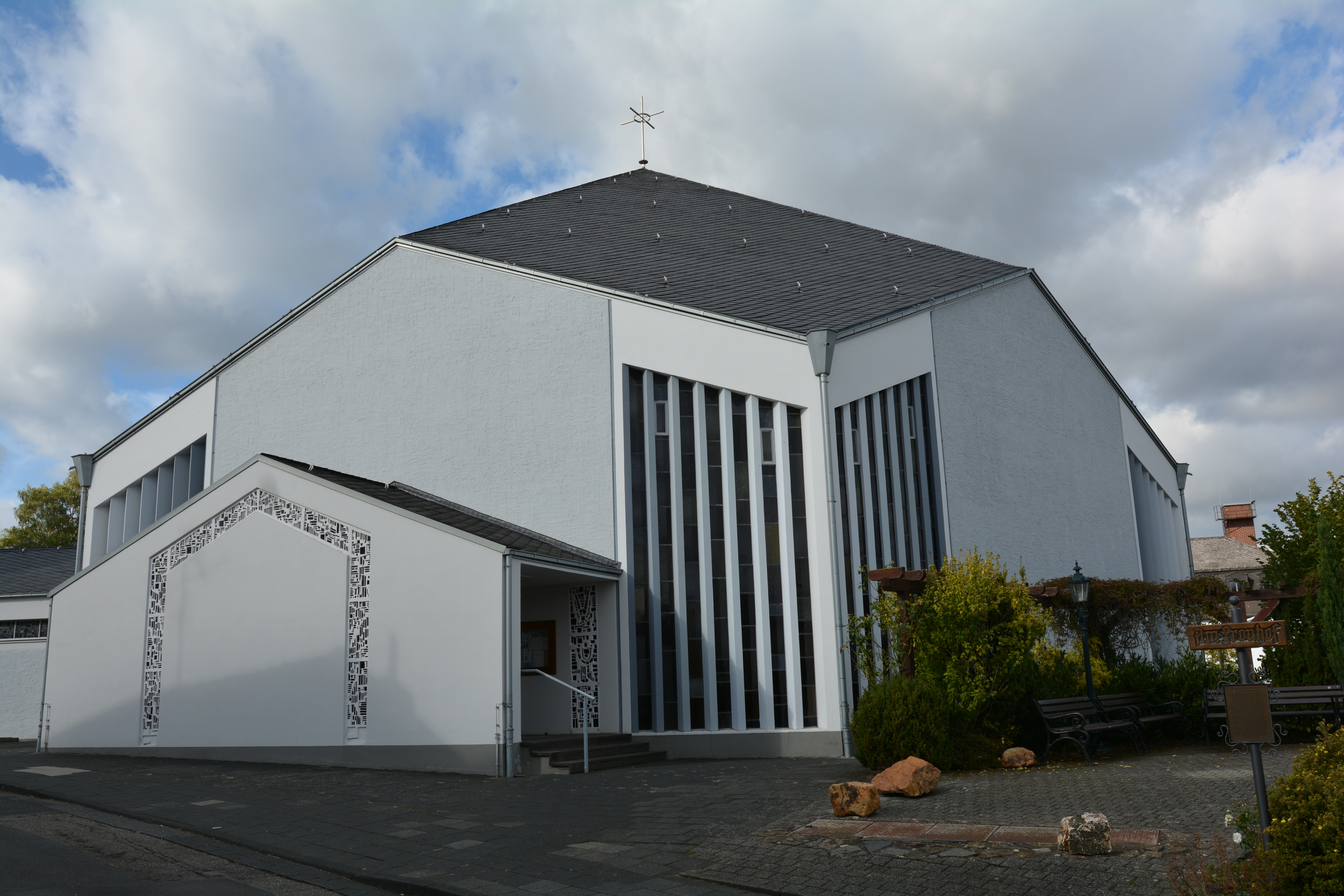
Katholische St.-Lambertus-Kirche, Frontansicht

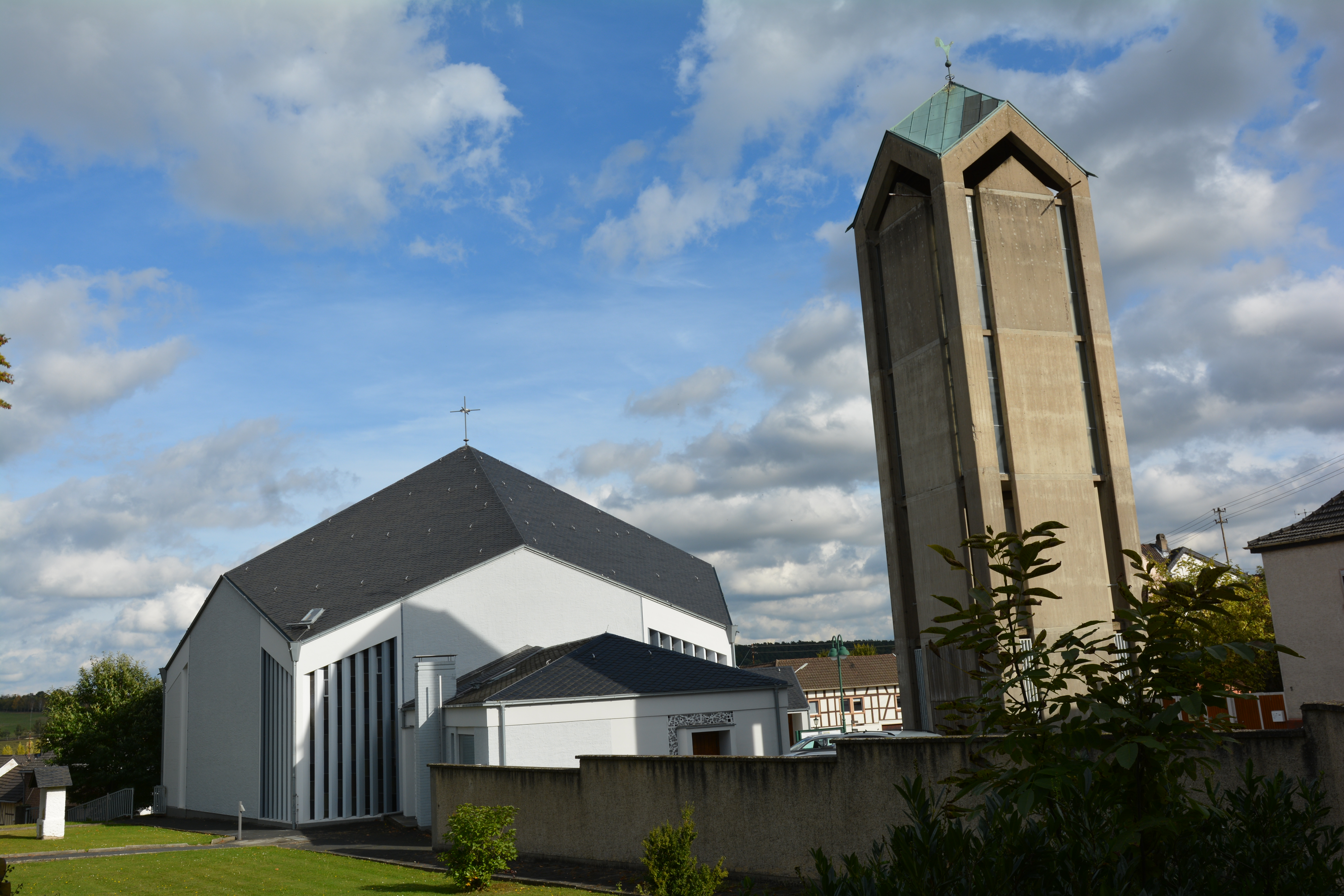
Lambertuskirche, Rückseite mit Turm

An gleicher Stelle wurde eine neue Kapelle errichtet und 1882 geweiht. 1942 wurden die beiden Glocken der Lantershofener Kapelle als kriegswichtige Ressourcen beschlagnahmt, um sie einzuschmelzen. Aufgrund massiver Proteste der Dorfbevölkerung wurde die ältere Ursulaglocke jedoch schon nach wenigen Wochen aufgrund ihres historischen Wertes wieder zurückgegeben. Die zweite der beiden Glocken galt zunächst als verloren, konnte jedoch 1948 in Hamburg in einer Sammelstelle für Kirchenglocken wiederentdeckt und zurückgeführt werden. 1955 übernahm man eine dritte Glocke aus der Pfarrkirche in Karweiler. Die Marienglocke war die einzige der Karweiler Glocken, welche die beiden Weltkriege überstanden hatte, war jedoch im Geläut nicht mehr verwendbar. Nachdem für die Pfarrkirche in Karweiler im Vorjahr neue Glocken angeschafft worden waren, war beabsichtigt, die Marienglocke bei der Glockengießerei Mabilon abzuliefern, was jedoch durch die Übernahme der Glocke nach Lantershofen verhindert wurde. Die Marienglocke stammt aus dem Jahr 1511 und trägt die Inschrift: „Sancta Maria heischen ich, tzo dem Dyenst Gotz luden ich, Gorius von Trier gois mich anne D. 1511.“:22 1966 wurde die erst 1882 geweihte Kapelle wieder abgerissen, um einem vergrößerten Kirchenneubau Platz zu machen.
1967 wurde die heutige katholische Lantershofener Kirche geweiht und unter das Patrozinium des heiligen Lambert von Lüttich gestellt. Sie hat, basierend auf einem Entwurf des Architekten Josef Westermeier und angelehnt an die Hauskapelle der Weißen Schwestern zu Trier, eine fünfeckige Grundform und einen säulenfreien Innenraum. Als Seitentrakt der Kirche, vor der in einem Anbau befindlichen Sakristei, wurde eine Beicht- und Marienkapelle mit einer barocken Marienstatue integriert. Diese Statue war bereits in den beiden Vorgängerbauten der heutigen Kirche vorhanden. Erst im Folgejahr, 1968, wurde der freistehende zwanzig Meter hohe Kirchturm errichtet.  1982 wurde ein ebenfalls noch aus den Vorgängerbauten in die heutige Kirche übernommenes Kruzifix restauriert. Hierbei stellte sich heraus, dass es sich nicht, wie zunächst angenommen, um eine Arbeit aus dem 18. Jahrhundert, sondern um ein mehrfach überstrichenes spätromanisches oder frühgotisches Kreuz aus dem 13. Jahrhundert handelt, das möglicherweise schon zur frühen Ausstattung der 1253 geweihten Kapelle gehörte.
1971 erhielt die neuerbaute Kirche eine Orgel, die für 60.000 DM von einem anonymen Spender gestiftet wurde.:52 Diese gilt inzwischen „nach 45 Jahren intensiver Nutzung technisch verbraucht“ und wird deshalb gegen Ende des Jahres 2016 durch eine Orgel ersetzt, die aus einer abzureißenden Kirche in Selm bei Münster stammt und von der Kirchengemeinde Karweiler für die Lantershofener Kirche erworben wurde. Die Orgel hat 19 Register und wird zurzeit von der  Orgelbaufirma Siegfried Merten in Remagen generalüberholt und danach in Lantershofen eingebaut.

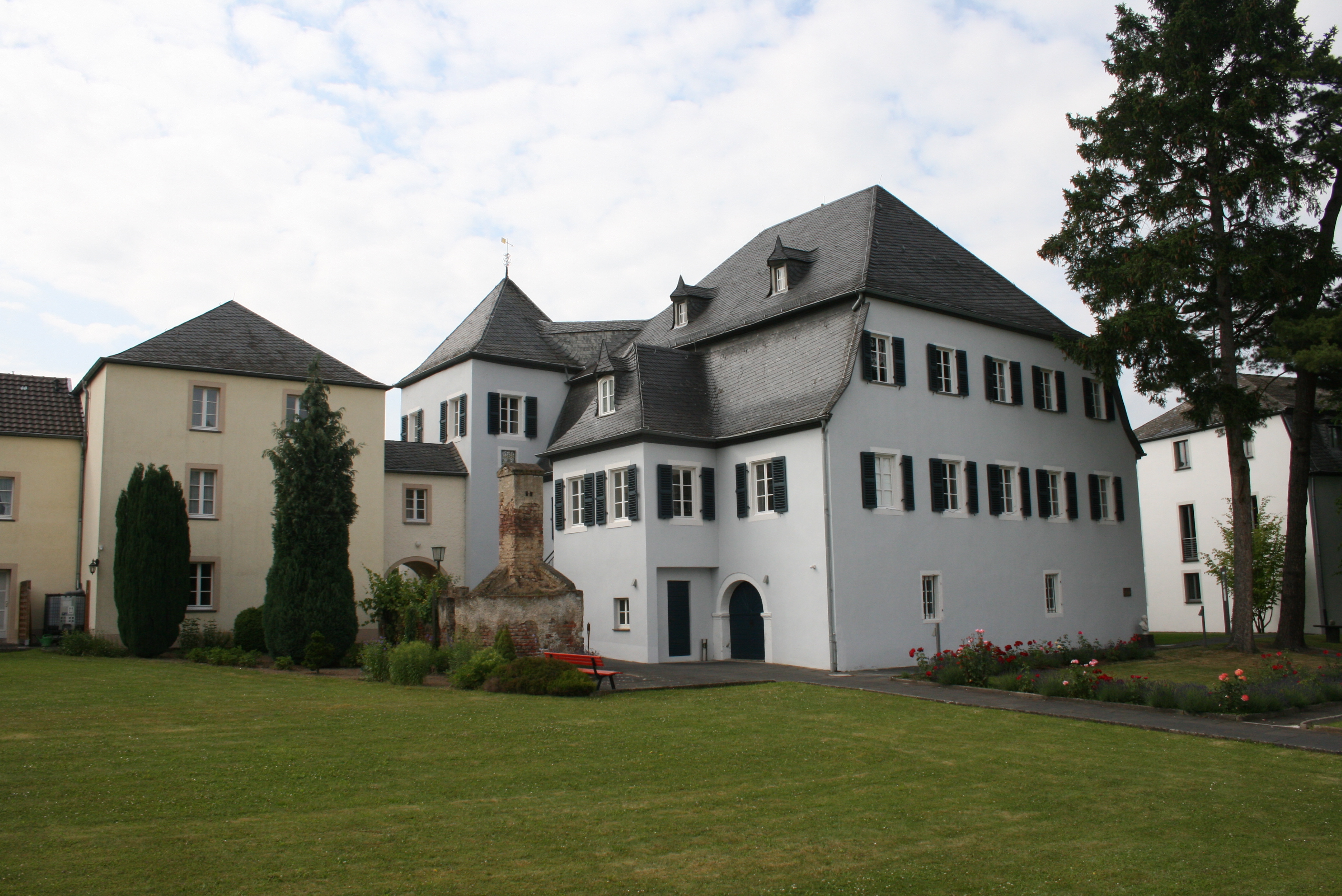
Studienhaus St. Lambert

Das Studienhaus St. Lambert, ansässig auf der Burg Lantershofen, ist eine interdiözesane Ausbildungs- und Studienstätte für spätberufene Priesterkandidaten aus den deutschen Bistümern und Ordensgemeinschaften. Es handelt sich um das größte Priesterseminar im deutschsprachigen Raum.

## Wirtschaft und Infrastruktur
Die Wirtschaft Lantershofens wurde von mehreren Destillerien geprägt, von denen allerdings nur noch eine produziert.
Die Eifel-Destillerie P.J.Schütz wurde 1925 als landwirtschaftliche Kornbrennerei von Peter-Josef Hubert Schütz gegründet. Bis 1929 wurden in der Brennerei Korn- und Wacholderbrände sowie ein Boonekamp hergestellt. Durch eine speziell angefertigte Kräuter-Destillieranlage wurde es seit 1929 ermöglicht, Kräuterauszüge sowie Fruchtgeiste besonders schonend zu gewinnen. Seither wird ein besonderer Kräutergeist aus 42 Kräutern, Wurzeln und Blüten mit dem Namen „Eifelgeist“ produziert. Der Name „Eifelgeist“ ist seit dem 3. Mai 1949 markenrechtlich geschützt. Bevor 1969 ein mit Heizöl betriebener Dampfkessel in Betrieb genommen wurde, musste ein Hochdruck-Dampfkessel mit Kohle befeuert werden. Eine Modernisierung der Anlage durch einen Schnelldampferzeuger fand im Jahr 1989 statt. Die Brennerei ist heute vor allem für ihre hochklassigen Liköre, wie den bundesweit bekannten „Eifelgold“, und Kräuterspirituosen international bekannt und wurde vielfach ausgezeichnet; bereits vier Mal, 2010, 2012, 2013 und 2019 mit dem Bundesehrenpreis, sowie 2014 als World-Class-Destillerie. Auf der International Spirits Competition in New York 2018 wurde die Brennerei als Germanys Distillery of the Year ausgewählt. Aktuell (2020) wird der Betrieb durch den Enkel des Gründers Peter-Josef Schütz geführt.
Die Brennerei Lorenz Krämer war die älteste Brennerei im Kreis Ahrweiler. Bereits im Jahr 1851 erteilte die „Königliche Regierung, Abteilung des Inneren, Coblenz dem Ackerer Johann Joseph Cremer zu Lantershoven“ die Ermächtigung zur Errichtung einer Branntweinbrennerei in Lantershofen. Diese übernahm nach dessen Tod sein Sohn Lorenz Krämer. Die in den 1880er Jahren erneuerte Brennanlage wurde wegen ihres Metallwertes während des Ersten Weltkriegs eingezogen. In der Zwischenkriegszeit wurde die Brennanlage ersetzt und ausgebaut. In dieser Zeit wurde auch der Weinbrand „Landhofer“, der auch heute noch das bekannteste Erzeugnis der Brennerei darstellt, als gesetzlich gesichertes Warenzeichen beim Reichspatentamt verzeichnet. Die zuletzt vom Ur-Enkel des Gründers Otto Krämer betriebene Brennerei bot neben dem „Landhofer“ ein breites Sortiment an Obstbränden an. Nach dem Betriebsjahr 2014/2015 wurde die Brennerei stillgelegt.
Außerdem existierten noch drei weitere Brennereibetriebe im Ort, die sich im Besitz der Familien Bender, Dünker und Fuchs befanden, jedoch bereits vor der Landhoferbrennerei ihre Produktion eingestellt haben.
Die Lantershofener Mühle wurde 1908 von Heinrich Dünker und seinem Sohn Johann Dünker gegründet. Der Kleinbetrieb, der anfangs mit einem benzinmotorbetriebenen Mahlstein arbeitete, rüstete 1923 mit einem 15-PS-Dieselmotor auf. Auch das Gebäude wurde bis zum Beginn der 1950er Jahre kontinuierlich ausgebaut. 1951 wurde neben der bestehenden Mühle ein deutlich vergrößerter Neubau realisiert. Die Mühle belieferte in erster Linie Bäckereien in einem Umkreis von etwa 30 Kilometern vornehmlich mit Roggen- und Weizenmehl. Durch das Verschwinden der kleineren örtlichen Bäckereien in der Region musste sich die Mühle wirtschaftlich umorientieren und konzentriert sich heute vor allem auf die Belieferung überregionaler Spezialkunden. Der Betrieb wird in der dritten Inhabergeneration geführt.
Die ältesten Teile des Lantershofener Winzervereinsgebäudes wurden 1898, durch die ein Jahr zuvor gegründete Lantershofener Winzergenossenschaft, errichtet. Innerhalb eines Jahres errichtete man einen Festsaal, einen Weinkeller und ein kleineres Nebengebäude, in dem sich sowohl der Weinproduktionsbereich als auch eine kleine Weinstube befanden. Obwohl die Genossenschaftsmitglieder erhebliche Eigenleistungen erbrachten, beliefen sich die Kosten allein für die Bauarbeiten auf mehr als 21.000 Reichsmark. Der Festsaal und die Weinstube wurden nach ihrer Fertigstellung als zentrale Veranstaltungsorte des Dorfes vielfältig genutzt. Ab 1907 wurden auch die Ratssitzungen der damals noch eigenständigen Gemeinde Lantershofen dort abgehalten. 1935 wurde die Figur des Heiligen Lambertus eingeweiht, die sich noch heute an der Winzerstraßenfront des Gebäudes befindet. Den Zweiten Weltkrieg überstand das Gebäude ohne nennenswerte Beschädigungen. 1947 wurden größere bauliche Erweiterungen am Winzervereinsgebäude vorgenommen. Außerdem wurden zwei neue Gärbottiche mit einem Fassungsvermögen von jeweils 15.000 Liter angeschafft, wodurch das Gesamtvolumen der zur Verfügung stehenden Gärbehälter, nunmehr insgesamt 51.000 Liter, mehr als verdoppelt wurde. In die Front eines anlässlich des 50. Jubiläumsfestes angeschafften Weinfasses ließ man eine plastische Darstellung des Heiligen Lambertus von dem bekannten Ahrweiler Künstler und Mitglied der ARE-Künstler-Gilde Hanns Mattschulla einschnitzen. In den Nachkriegsjahren wurde der Festsaal von den örtlichen Sportvereinen auch als Ersatz für eine nicht vorhandene Sporthalle in Lantershofen genutzt. 1972 erfolgten weitere bauliche Erweiterungen. Aufgrund neuer Anforderungen an Qualität und Technik in der Weinherstellung sowie der Entwicklung der Absatzmärkte mussten die kleineren, örtlichen Winzergenossenschaften an der Ahr im Verlauf der 1970er Jahre die Weinproduktion einstellen und sich zu Großgenossenschaften zusammenschließen. Um einen Verkauf des Winzervereinsgebäudes durch eine neue Großgenossenschaft zu verhindern, entschlossen sich die Mitglieder der Lantershofener Winzergenossenschaft gegen einen Beitritt unter Einbringung des Vereinsvermögens in diese Genossenschaft, wodurch das Gebäude für die Ortsgemeinschaft erhalten blieb. 1994 wurde der Keller des Winzervereinsgebäudes ausgebaut und in einen für Feste und Veranstaltungen nutzbaren Zustand versetzt. Dem folgte 1996 eine Grundrenovierung des Festsaals und 2002 eine grundlegende Renovierung der Weinstube und deren Ausbau zu einer modernen Gaststätte unter Einbeziehung von seit dem Ende der Weinproduktion nur noch als Lagerraum genutzten Räumen. 2012 wurde zunächst der Festsaal, 2014 nach der Einstellung des Gaststättenbetriebes im Winzerverein auch der Rest des Gebäudes in die Trägerschaft der Gemeinde Grafschaft überführt.
Der Lantershofener Sportplatz wird auch „Stadion Rote Erde“ genannt. Ursprünglich angelegt wurde er 1963 auf angepachteten Grundstücken auf dem Ahrweiler Berg. Die Anpachtung erfolgte durch die DJK Lantershofen und die Gemeinde Lantershofen. Erweiterungen der Spielfläche sowie die Anlage neuer Tore, Zäune und Ballfanggitter erfolgten in den Jahren 1969 und 1970, da der bisherige Platz nicht mehr den Anforderungen genügte. Ein erneuter Ausbau des Platzes mit einer Gesamtkostensumme von 320.000 DM, finanziert durch den VfB Lantershofen, die Gemeinde Grafschaft sowie den Sportbund Rheinland und das Land Rheinland-Pfalz, ging mit einem Ankauf der Liegenschaften durch die Gemeinde einher. Eine Flutlichtanlage wurde 1992 angeschafft. 1996 fiel das angeschlossene Vereinsheim zum dritten Mal Brandstiftern zum Opfer und wurde völlig zerstört, woraufhin es durch ein Containergebäude ersetzt wurde, welches bis zum Neubau des Vereinsheims im Jahr 2014 in Verwendung blieb. Im Jahr 2005 wurde zuletzt die Ascheplatzdecke erneuert und ein neuer Ballfangzaun errichtet. Derzeit werden auf dem Platz Spiele bis einschließlich der Bezirksliga ausgetragen.
In Trägerschaft der Gemeinde Grafschaft befindet sich am Ende der Graf-Blankard-Straße die örtliche Mehrzweckhalle. Das untere Geschoss dient der Freiwilligen Feuerwehr Grafschaft – Löschgruppe Lantershofen als Feuerwehrhaus. Darüber befinden sich Probe- und Veranstaltungsräume für verschiedene Ortsvereine sowie eine Sporthalle. Das Hauptgebäude wurde 1977 eingeweiht und 2009 um eine weitere Fahrzeughalle für die Feuerwehr erweitert.

## Weitere Sehenswürdigkeiten
Das hölzerne Blankartskreuz an der Lantershofener Mehrzweckhalle wurde ursprünglich 1855 errichtet. 1982 wurde es grunderneuert. Auf ihm finden sich an Stelle eines Corpus eine Reihe symbolhafter Darstellungen, welche in Zusammenhang mit der Leidensgeschichte Jesu stehen. Beispielsweise die Dornenkrone, die Würfel mit denen die Soldaten um Jesu Kleider spielten oder die Nägel, mit denen er ans Kreuz geschlagen wurde.
Das hölzerne Heimkehrerkreuz befindet sich am höchsten Punkt des Ahrweiler Berges und wurde 1956 von den Kriegsheimkehrern aus Lantershofen im Gedenken an ihre gefallenen Kameraden errichtet. An ihm ist eine kunstvoll geschnitzte Plastik des Corpus Christi befestigt. Am Fuß des Kreuzes ist die Inschrift: „In Dankbarkeit errichtet von den Kriegsheimkehrern aus Lantershofen den gefallenen Kameraden in Treue gedenkend 1956“ angebracht.
In und um Lantershofen finden sich eine Reihe von historischen Steinkreuzen aus dem 18. Jahrhundert. Das älteste sicher datierbare dieser Kreuze befindet sich am sogenannten Galgenweg am Lantershofener Bahndamm und stammt aus dem Jahr 1724. Ein weiteres Kreuz am Bahndammtunnel, am östlichen Rand des Flurstücks Wüste Wingert, stammt aus dem Jahr 1736 und trägt den Namen „Maria Cohners“. Ein drittes Flurkreuz am oberen Ende der Zweibrückenstraße von 1727 ist mit „Dieses haben 2 Brueder gegebn zur Ehren […]“ beschriftet. Das letzte Wort der Aufschrift befindet sich heute unter der Oberfläche des Bürgersteigs. Ein viertes Flurkreuz ist in eine Mauer unterhalb des Frumesch-Platzes integriert. Eine nur noch schemenhaft zu erkennende Beschriftung ist durch starke Verwitterung nicht mehr zu entziffern.

## Wappen und Symbolik
Als inoffizielles Wappen des Dorfes kann jenes der Grafen von Blankart betrachtet werden. Den blauen Wappenschild der Blankarts ziert ein weißer Schusterhammer. Das Wappen wird von der Bürgervereinigung Lantershofen als Vereinsemblem verwendet und ist auf der Gesellschaftsfahne der örtlichen Junggesellen-Schützengesellschaft abgebildet.
Seitdem Lantershofen im 13. Jahrhundert zur reichsunmittelbaren Herrschaft innerhalb des Heiligen Römischen Reiches Deutscher Nation erhoben wurde und die Unterhaltung eines Adelssitzes innerhalb der Ortsgrenzen somit zur Folge hatte, unter die direkte Gerichtsbarkeit des Kaisers zu fallen, erwarben mehrere adlige Familien Boden in Lantershofen. Die reichsgräfliche Familie von Blankart unterhielt seit 1378 mit Burg Lantershofen den größten dieser Adelssitze. Unter anderem trug zur Hochschätzung der Blankarts bei, dass eines der letzten Mitglieder des Hauses, Kuno von Blankart, kurz vor seinem Tode am 29. November 1561 alle Schuldscheine der Ortseinwohner vernichten ließ. Sein Grab befindet sich in der St.-Laurentius-Kirche in Ahrweiler.
Zu kirchlichen und weltlichen Hochfesten innerhalb des Ortes ist es in Lantershofen üblich, dass die Häuser mit rot-weißen Fahnen geschmückt werden. Bei kirchlichen Festen, wie Kirmes, Fronleichnam oder Pfingsten wird hierbei die rote Seite der Fahne nach außen gekehrt, an weltlichen Festen wie dem Schützenfest hingegen die weiße.

## Vereine
Die Junggesellen-Schützen-Gesellschaft „St. Lambertus“ Lantershofen ist der älteste Verein des Ortes. Seine Wurzeln reichen bis in das Jahr 1492 zurück. Die Schützenbruderschaft nimmt eine zentrale Funktion bei dem Erhalt von örtlichem Brauchtum und Tradition wahr. Sie richtet die Lantershofener St. Lambertus-Kirmes, das Schützenfest und das Maubichfest aus.
Die Bürgervereinigung Lantershofen kann als allgemeine Ortsvertretung betrachtet werden. Ihr gehören mehr als 250 Lantershofener Bürger an. Sie ging in den 1950er Jahren aus dem Königsglied der Junggesellen-Schützen-Gesellschaft „St. Lambertus“ Lantershofen hervor, deren Unterstützung nach wie vor eine ihrer Hauptaufgaben darstellt. Weitere Aufgaben sind Liegenschaftsverwaltung und lokale Geschichtsschreibung. Außerdem betreiben sie die Homepage des Ortes. Der Verein richtet die Lantershofener Ursula-Kirmes aus.
Die Lantershofener Chöre (Chöre des MGV „Cäcilia“ Lantershofen 1893 e. V.) sind ein Zusammenschluss aus drei Einzelchören: dem Männergesangverein „Cäcilia“ Lantershofen, dem Frauenchor Lantershofen und dem Projektchor „Sing & Swing“. Der Männergesangverein ist mit seinem Gründungsdatum 1893 der zweitälteste, heute noch existierende Lantershofener Verein. Bei Hochfesten gestaltet der Verein die Gottesdienste mit.
Die Musikfreunde „Panikorchester“ Lantershofen e. V. wurden 1976 gegründet. Die Hauptaufgabe des Vereins besteht in der Ausbildung von Musikern und der musikalischen Gestaltung von Festen und Konzerten inner- und außerhalb des Dorfes.
Der Verein für Bewegungsspiele Lantershofen (VfB Lantershofen e. V.) wurde am 5. Juni 1961 als DJK Lantershofen gegründet und am 1. Januar 1972 in VfB Lantershofen umbenannt. Er betätigt sich in diversen Sportsparten. Es existieren Abteilungen für Fußball, Turnen und Gymnastik. Die Organisation des Lantershofener Fußballfestes obliegt dem VfB.
Der TTC-Karla e. V., gegründet am 1. September 1949 ist der Tischtennisclub Karweiler-Lantershofen heute der mitgliederstärkste Verein des Ortes und der größte selbstständige Tischtennisverein der Region Ahrweiler/Mayen-Cochem innerhalb des Sportbund Rheinland.
Die Lantershofener Winzergenossenschaft wurde 1897 gegründet. Seit der Zusammenlegung der meisten Winzergenossenschaften am Unter- und Mittellauf der Ahr zu einer Großgenossenschaft und der damit verbundenen Einstellung der Weinherstellung im Ort in den 1970er Jahren besteht der Hauptzweck des Winzervereins im Erhalt des Winzervereinsgebäudes.
Im Zuge des seit 2005 laufenden Dorferneuerungsprogramms gründete sich 2007 der Verein Zukunft Lantershofen, der sich die Koordinierung von Dorfverschönerungsbestrebungen zur Aufgabe gemacht hat. Zukunft Lantershofen gibt die vierteljährlich erscheinende Lokalzeitschrift „Der Lantershofener“ heraus.

## Historische Vereine
Im Jahre 1873 gründeten Veteranen des Deutsch-Dänischen Krieges von 1848 bis 1851, des Deutschen Krieges von 1866 und des Deutsch-Französischen Krieges von 1870/71 aus Lantershofen und Karweiler einen Kriegerverein. Vereinszweck war die Pflege des Andenkens an die Siege in den deutschen Einigungskriegen und die Ehrung von Gefallenen. Die historische Fahne des Kriegervereins wird seit 1995 von der Bürgervereinigung Lantershofen verwahrt.

## Kultur und Tradition

### Regelmäßige Veranstaltungen
Die traditionelle Lantershofener St. Lambertus-Kirmes findet rund um das dritte Wochenende im September statt und wird seit 1927 in der heutigen Form veranstaltet. Die Kirmes besteht im Wesentlichen aus Gottesdiensten, Festumzügen, Paraden, Tanzbällen und einem Festkommers.
Das Lantershofener Schützenfest findet traditionell am Sonntag des zweiten Wochenendes im September statt. Es wird seit 1928 veranstaltet. Bei diesem Fest ermittelt die örtliche Junggesellen-Schützengesellschaft ihren Schützenkönig. Außerdem finden diverse Schießwettbewerbe wie ein Wettschießen zwischen den Lantershofener Ortsvereinen statt.
Wie in vielen Orten des Rheinlandes wird in Lantershofen im Vorfeld des 1. Mais im Dorfzentrum auf dem Frumech (Fronhof) ein Maibaum errichtet. Es handelt sich hierbei um einen 20 bis 30 m hohen Fichtenstamm, auf dem eine mit rot-weißer Fahne und rot-weißen Bändern geschmückte Tanne als Spitze befestigt wird. Der erste Beleg für diese Tradition in Lantershofen stammt aus dem Jahr 1835. In der Mainacht findet am Fuße des Maibaums ein Maiansingen statt, bei dem das Tambourcorps der Junggesellen-Schützengesellschaft, der Gesangverein und die Musikfreunde „Panikorchester“ aufspielen. Zudem wird ein Fähndelschwenken durchgeführt. Nachdem seit den späten 1970er Jahren die Errichtung des Maibaums mithilfe eines Krans erfolgt war, kehrte man im Jahr 2000 dazu zurück, den Baum auf traditionelle Weise, unter Zuhilfenahme von sogenannten Micken per Hand zu stellen. Diese Aufgabe übernimmt die örtliche Junggesellen-Schützengesellschaft.
Seit 2011 finden im Saal des Lantershofener Winzervereins im Rahmen der Veranstaltungsreihe „Kleinkunstbühne Lantershofen“ regelmäßig Veranstaltungen, Auftritte und Lesungen von überregional bekannten Bands, Comedians und Persönlichkeiten statt. Unter anderem waren dort Jaques Berndorf, Norbert Blüm, De Familich, Kai Kramosta, Bodo Bach, De Räuber, Willibert Pauels, Knacki Deuser, Martin Schneider, Markus Krebs, Klaus Lage oder die Zeltinger Band zu sehen.
Im Dezember 2010 wurde zwischen Ringen und Lantershofen an der Landesstraße 83 nach dreijähriger Planung der sogenannte Birnensortengarten als Naturschutzausgleichsfläche eingeweiht. Weiterhin soll dieser neben dem Erhalt alter einheimischer Birnensorten auch als Lehrpfad für Grundschulkinder dienen. Mittlerweile wurden dort mehr als 50 verschiedene Birnensorten angepflanzt.

### Besondere Traditionen
In Lantershofen existiert eine Reihe von ortsspezifischen Traditionen. Als erstes ist hierbei die Spezialität des Lantershofener Maubich zu erwähnen. Beim Maubich handelt es sich um einen Hefeteigkuchen mit Birnenaufstrich dessen Herstellung in Lantershofen eine lange Tradition besitzt und für den Ort als besonders typisch gilt. Zu seiner Herstellung werden entkernte und geviertelte Birnen neun Monate lang in der Resthitze von Backöfen getrocknet und anschließend mit verschiedenen Gewürzen und weiteren Zutaten zum Aufstrich des Kuchens weiterverarbeitet.
Dorfinterne Goldhochzeiten werden durch ein Ständchen und Gratulationen aller ortsansässigen Vereine geehrt. Zudem wird am Rande der Verbindungsstraße zwischen Lantershofen und Karweiler, dem sogenannten Kirch- oder Hochzeitsweg, für jedes Jubelpaar ein Baum gesetzt.
Des Weiteren ist es in Lantershofen üblich, dass die Braut bei Hochzeiten meist nach dem Verlassen der Kirche für die Kinder Süßigkeiten wirft.

## Mit Lantershofen verbundene Persönlichkeiten
- Felix Genn, Bischof von Münster, vormals Weihbischof von Trier, davor Regens am Studienhaus St. Lambert
- Robert Brahm, Weihbischof von Trier, vormals Subregens am Studienhaus St. Lambert
- Stephan Ackermann, Bischof von Trier, vormals Regens am Studienhaus St. Lambert